# 精選亞洲劇台
精選亞洲劇台（英語：Asian Select）是香港電視廣播有限公司旗下一條劇集頻道，以播放亞洲劇集為主。
同公司的類近頻道為日劇台、韓劇台、華語劇台。主要競爭對手有香港有線電視的有線劇集台、now TV的now劇集台，而同樣會競爭劇集收費電視播映權的非劇集頻道有香港有線電視的有線第1台。

## 歷史與發展
本頻道於啟播前曾以「煲劇4台（Drama 4）」的名稱作宣傳，但因無綫網絡電視其餘三個「煲劇台」（煲劇1、2、3台）均先後以劇集產地被冠以不同名稱，因此本頻道於正式播出前（2015年3月31日）改稱為「TVB煲劇台（TVB Drama Select）」，於本頻道播放的劇集不限產地。
2015年4月4日早上6時，「TVB煲劇台」正式透過無綫網絡電視使用第11/211頻道及now TV的無綫網絡電視特選組合第811頻道啟播。
2015年12月29日，本頻道名稱變更為「精選亞洲劇台（Asian Select）」，本頻道會重播於日劇台、韓劇台和華語劇台重播過的劇集。
2017年4月1日起，因應無綫網絡電視交還收費電視牌照，包括本頻道在內的所有收費頻道台徽都有改動，原無綫收費電視圓形三色Logo被改為TVB商標。
2018年12月31日深夜12點（2019年1月1日深夜12點），該頻道於myTV SUPER終止播映。
2019年1月15日，該頻道於now TV終止播映。其後被亞洲劇台取代。

## 播放模式
精選亞洲劇台一星期7天無間斷重溫亞洲地區包括中、日、韓、台的精選劇集，推出主題多樣的精品劇集系列；例如人氣韓星的代表作等。